# Lãng khách Kenshin 3: Kết thúc một huyền thoại
Rurouni Kenshin: Kết thúc một huyền thoại (Nhật: るろうに剣心 伝説の最期編 Hepburn: Rurouni Kenshin: Densetsu no Saigo-hen), tựa tiếng Anh: Rurouni Kenshin: The Legend Ends, là một bộ phim hành động jidaigeki Nhật Bản 2014 của đạo diễn Keishi Ōtomo. Đây là phần 3 của loạt phim điện ảnh dựa trên manga Rurouni Kenshin, tiếp theo các phim Rurouni Kenshin (phần 1, 2012) và Rurouni Kenshin: Đại hỏa Kyoto (phần 2, 2014).

## Phân vai
- Satoh Takeru vai Kenshin Himura
- Takei Emi vai Kaoru Kamiya
- Aoki Munetaka vai Sanosuke Sagara
- Ōyagi Kaito vai Yahiko Myojin
- Fujiwara Tatsuya vai Makoto Shishio
- Kamiki Ryunosuke vai Sōjirō Seta[4]
- Aoi Yu vai Megumi Takani
- Takahashi Maryjun vai Yumi Komagata[5]
- Iseya Yūsuke vai Aoshi Shinomori
- Tsuchiya Tao vai Misao Makimachi
- Eguchi Yōsuke vai Saitō Hajime
- Min Tanaka vai Kashiwazaki Nenji/Okina
- Masaharu Fukuyama vai Hiko Seijuro